# 米海連科韋
50°16′2″N 34°49′2″E / 50.26722°N 34.81722°E
米哈伊倫科韋（烏克蘭語：Михайленкове）是位於烏克蘭東北部的村莊，由蘇梅州奥赫蒂尔卡区的切爾內奇奇納市鎮負責管轄。該村處於克里尼奇納河右岸，距離蓋-莫申卡1公里，海拔高度105米。